# Estadio Modelo Alberto Spencer Herrera
Estadio Modelo Alberto Spencer Herrera is een stadion in Guayaquil met een capaciteit van 50.000 personen. Het wordt voornamelijk gebruikt voor voetbalwedstrijden en muziekevenementen. Daarnaast ligt er om het veld een atletiekbaan en worden regelmatig atletiekwedstrijden gehouden. Het is de thuishaven van Rocafuerte Fútbol Club, uitkomend in de Ecuadoraanse Serie B, en verschillende lokale teams uit de tweede divisie. Van 1979 tot 1991 speelde ook Club Deportivo Filanbanco zijn thuiswedstrijden in het stadion.

## Geschiedenis
Het stadion werd op 24 juli 1959 in gebruik genomen met een toernooi waaraan Barcelona SC, Emelec, het Uruguayaanse Peñarol en het Argentijnse Huracán aan meededen. Onder andere aanwezig waren de burgemeester van Guayaquil en de president van Ecuador.
In de eerste jaren was het stadion de thuishaven van de twee grootste clubs uit Guayaquil, Barcelona en Emelec. Later verhuisden beide clubs naar een eigen stadion. Ook het nationale elftal van Ecuador gebruikte het stadion voor haar thuiswedstrijden tot in de jaren tachtig in Quito het Estadio Olímpico Atahualpa in gebruik werd genomen.
In 2006 werd de naam Alberto Spencer Herrera toegevoegd aan de naam van het stadion, als eerbetoon aan een van de grootste voetballers die Ecuador heeft gekend en die op 3 november 2006 overleed.
Op dit moment wordt het stadion alleen nog gebruikt door clubs uit lagere divisies en voor muziekevenementen.